# Jesper Tjäder
Jesper Tjäder (født 22. maj 1994) er en svensk freestyle skiløber. Han konkurrerer i Slopestyle og Big Air.
Tjäder er sponsoreret af Red Bull.

## OL
Jesper Tjäder har deltaget ved de olympiske vinterlege i 2014, 2018 og 2022.
| OL-resultater  | OL-resultater  |
| Vinter-OL 2014 | Vinter-OL 2014 |
| -------------- | -------------- |
| Disciplin      | Placering      |
| Slopestyle     | 24. plads      |
| Vinter-OL 2018 |                |
| Disciplin      | Placering      |
| Slopestyle     | 23. plads      |
| Vinter-OL 2022 |                |
| Disciplin      | Placering      |
| Slopestyle     | 3. plads       |
| Big Air        | 7. plads       |